# Saint-Martin (Belgique)
Pour les articles homonymes, voir Saint-Martin.
Pour la fête fêtée en Belgique notamment en Flandre : Saint-Martin (fête)
Saint-Martin (en wallon Sint-Mårtén) est une section de la commune belge de Jemeppe-sur-Sambre située en Région wallonne dans la province de Namur.
C'était une commune à part entière avant la fusion des communes de 1977.
Ce village ne possède pas d'église, les offices se font à l'église Sainte-Aldegonde du village voisin de Balâtre.

## Géographie
Saint-Martin est situé le long de la Ligne. Le centre du village est situé sur l'ubac, plus élevé que l'adret. Les villages de Saint-Martin et Balâtre sont contigus.

### Hameaux
- Faya
- Villeret
- Trois-Maisons
- le Scadeau

### Urbanisme
Deux rues périphériques présentent un phénomène de rurbanisation : la rue des Trois Maisons depuis 1993 et la rue du Scadeau depuis 1997.

## Démographie
- Source : INS, de 1831 à 1970 :recensements

## Curiosités
Le Donjon de Villeret, au nord-est. Situé dans l'ancien comté de Namur à proximité du Brabant. Cette tour a été construite dans la 1re moitié du XIIIe siècle probablement par le chevalier Ybert de Villeret, est citée ne 1247. Incorporée dans des bâtiments de ferme, dont subside un pignon daté par des briques de 1728.

## Enseignement
Le village possède une école communale à la rue des Ecoles.

## Personnalité liée à la Commune

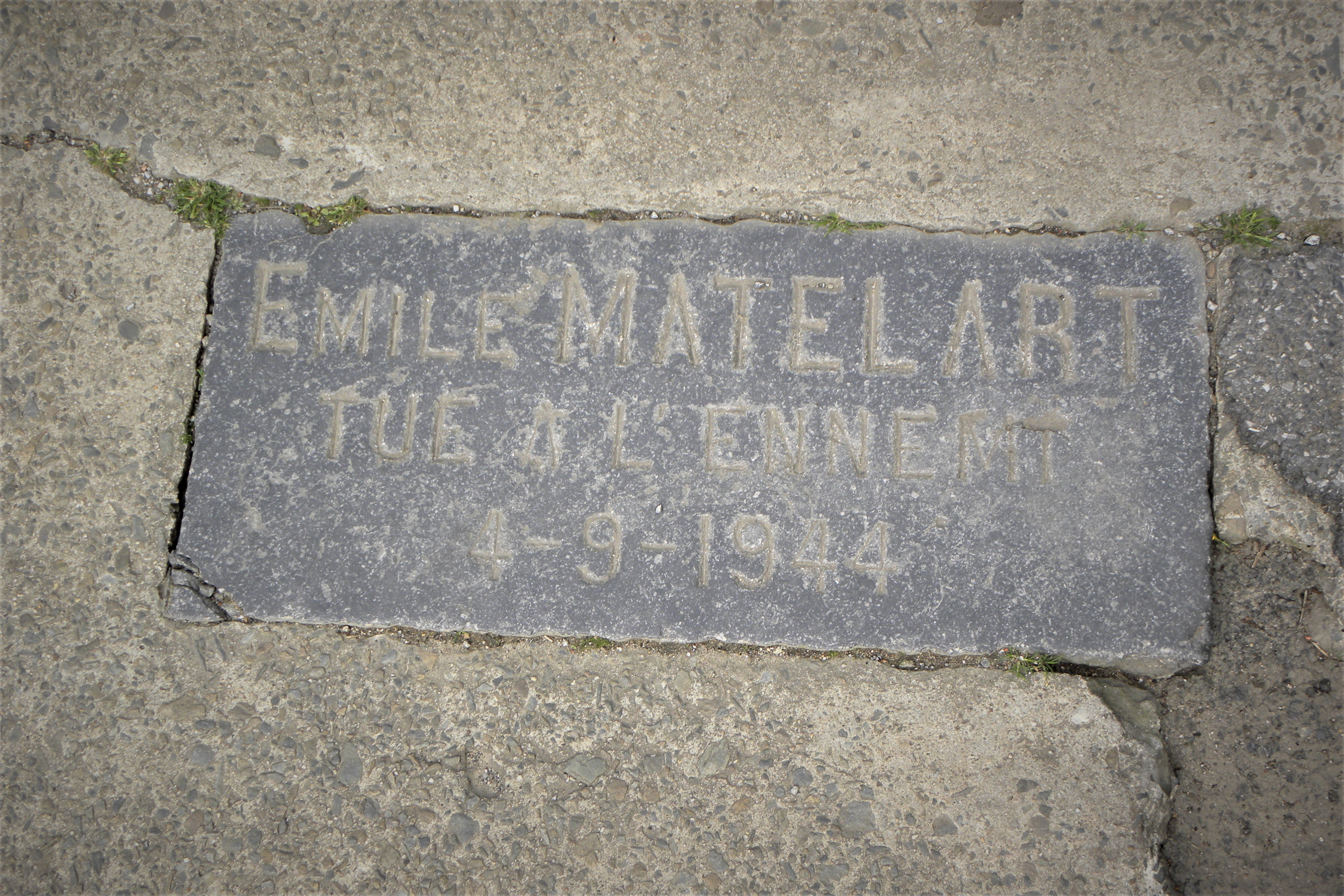
Plaque hommage à Emile Matelart.

- Emile Matelart, résistant fusillé en 1944.